# Tomodon dorsatus
Tomodon dorsatus – gatunek węża z podrodziny ślimaczarzy (Dipsadinae) w rodzinie połozowatych (Colubridae).

## Zasięg występowania
Wąż ten zamieszkuje południową Brazylię, południowo-wschodni Paragwaj, północno-wschodnią Argentynę (Misiones) i Urugwaj. Stwierdzenie z Gujany Francuskiej uznane za błędne.

## Systematyka
Gatunek ten jest jedynym przedstawicielem rodzaju Tomodon. Dawniej do tego rodzaju zaliczano także dwa gatunki przeniesione później do innych rodzajów: Apographon orestes i Tachymenis ocellata.

### Etymologia
- Tomodon: gr. τομος tomos „ostry, tnący”, od τεμνω temnō „ciąć”[8]; οδους odous, οδοντος odontos „ząb”[9].
- Opisthoplus: gr. οπισθιος opisthios „tylny”; οπλον hoplon „uzbrojenie, zbroja, duża tarcza ciężkiej piechoty greckiej lub hoplitów”[3]. Gatunek typowy: Opisthoplus degener Peters, 1883 (= Tomodon dorsatum A.M.C. Duméril, Bibron & A.H.A. Duméril, 1854).
- Aproterodon: gr. negatywny przedrostek α a[10]; προτερος proteros „przedni, z przodu”[11]; οδους odous, οδοντος odontos „ząb”[9]. Gatunek typowy: Aproterodon clementei Vanzolini, 1947 (= Tomodon dorsatum A.M.C. Duméril, Bibron & A.H.A. Duméril, 1854).